# Batuques do Meu Lugar
Batuques do Meu Lugar é um álbum ao vivo do cantor e compositor Arlindo Cruz. Foi gravado em 6 de junho de 2012 no Terreirão do Samba e lançado pela Sony Music no segundo semestre do mesmo ano.

## Faixas
1. Batuques do Meu Lugar
2. O Bem
3. Meu Poeta/Ainda É Tempo Para Ser Feliz/Termina Aqui (com Zeca Pagodinho)
4. Trilha do Amor (com Caetano Veloso)
5. Agora Viu Que Perdeu E Chora
6. Vai Embora Tristeza
7. Quando Falo de Amor (com Alcione)
8. Quero Balançar (com Rogê)
9. Suingue de Samba (com Seu Jorge e Rogê)
10. Sem Endereço (com Marcelo D2)
11. Da Música/O Show Tem Que Continuar (com Sombrinha)
12. Testamento de Partideiro
13. Meu Lugar
14. Dona Ivone Lara: O Enredo do Meu Samba (com Arlindo Neto)
15. Bumbum Paticumbum Prugurundum (com Arlindo Neto)